# Ton (Italie)
Pour les articles homonymes, voir Ton.
Ton est une commune d'environ 1 300 habitants située dans la province autonome de Trente dans la région du Trentin-Haut-Adige dans le nord-est de l'Italie.

## Géographie
La commune de Ton est située dans le val di Non, l'une des principales vallées du Trentin, à environ 20 kilomètres au nord de Trente.
Elle s'étend de l'arête sud-ouest des pics de Vigo au Val Marzana, et est bordée à l'ouest par la rivière Noce.
Sa superficie est de 26,36 km2. Le territoire de la commune s'étage de 268 à 1 873 m d'altitude, le hameau de Vigo se trouvant à une altitude d'environ 482 m.

## Histoire
À la suite d'une réforme territoriale de 1929, la commune de Ton a été constituée à partir des anciennes municipalités de Vigo d'Anaunia, Toss et Masi di Vigo.

## Économie
Les activités du secteur primaire emploient une grande partie de la population active locale dans la culture de la vigne et l'élevage du bétail.
L'industrie est représentée par quelques entreprises actives dans la production et la transformation des produits laitiers ou des matériaux de construction ou de construction.
Un réseau commercial modeste et une offre suffisante de services, qui comprennent les banques, complètent le tableau de l'activité économique.
La commune comporte des écoles maternelles et primaires, mais pas d'établissement d'enseignement du second degré.

## Culture
Le Castel Thun est un bâtiment monumental d'origine médiévale, parmi les mieux conservés de la région du Trentin, et toujours siège de la puissante famille des comtes de Thun. En avril 2010, après 18 ans de travaux de restauration, le Castel Thun a été rouvert au public.
Le Castel San Pietro, construit au XIIe siècle sur un rocher dans la vallée de Rinassico, maintenant en ruines, possède une tour cylindrique de quinze mètres, une entrée basse du donjon circulaire, quelques vestiges de la résidence seigneuriale et une tour carrée.
Non loin de la ville se trouve l'église paroissiale dédiée à l'Assomption, mentionnée pour la première fois en 1242. Reconstruite en 1549 dans le style gothique, elle a subi en 1719 a subi une extension dans le style baroque tardif. Elle contient de nombreux tableaux de valeur et un maître-autel en marbre de style baroque, de 1742. À gauche du presbytère, l'ancien sépulcre des Thun est encastré dans le mur, avec un grand blason d'origine Renaissance.
À côté du presbytère, qui remonte au XVIIIe siècle, est située l'ancienne église dédiée à San Vigilio.
L'église paroissiale de Toss, dédiée à saint Nicolas, possède un portail Renaissance et une façade baroque ; l'autel conserve un retable du XVIIe siècle.

## Administration
| Période                                  | Période     | Identité       | Étiquette | Qualité |
| ---------------------------------------- | ----------- | -------------- | --------- | ------- |
| 9 mai 2005                               | 16 mai 2010 | Marco Endrizzi |           |         |
| 17 mai 2010                              | En cours    | Sandra Webber  |           |         |
| Les données manquantes sont à compléter. |             |                |           |         |

### Hameaux[3]
La commune de Ton se compose des hameaux de Vigo, Toss et Masi di Vigo.

#### Vigo
Le hameau de Vigo possède une intéressante église paroissiale.
L'église de l'Assomption, déjà mentionnée en 1242, fut reconstruite en 1549.
En 1719, l'église fut agrandie dans le style baroque tardif. De cette époque (1728) date également le clocher.
L'église contient un retable de Francesco Guardi représentant Saint Antoine, la Vierge et l'Enfant avec des saints.

#### Toss
Le hameau de Toss (476 m) se trouve sur une plaine cultivée de vergers.
L'église de Saint-Nicolas, construite en 1584, a été reconstruite en 1769 par Antonio Bianchi de Brennius.
À noter également quelques maisons rustiques et élégantes, dues à la présence de familles de la noblesse rurale, comme les Zanini, les Rizzi et les Fedrizzi.

#### Masi di Vigo
Le hameau de Masi di Vigo, nommé à l'origine Masi S. Sebastiano, fut élevé au rang de vicariat en 1824.
L'église dédiée à saint Fabien et saint Sébastien est déjà mentionnée dans un testament de 1494.
Le village comprend un groupe de maisons anciennement appelé masi Sebastianelli.

### Communes limitrophes
Les communes limitrophes sont  Campodenno, Cortaccia sulla Strada del Vino, Denno, Mezzocorona, Mezzolombardo, Predaia, Roveré della Luna, Spormaggiore et Sporminore.